# 佐々木えるざ
佐々木 えるざ（ささき えるざ、本名：佐々木 エルザ、1988年7月3日 - ）は、日本のモデル。
スポーツトレーナーで健康アドバイザーの佐々木ターミーは母。

## 経歴
祖母・千代子はドイツ系アメリカ人であるトム・スネルとの間にターミーをもうける。
1988年7月3日、沖縄県宜野湾市に生まれる。11歳まで那覇市小禄で育ち、1999年、父の出身地である鳥取県気高郡鹿野町に移る。
小学校時代より陸上と新体操を始め、鹿野町立鹿野中学校在学中の2003年、ジュニアオリンピックの走り高跳びで優勝している（記録：1.66m）。
鳥取城北高等学校を経て、2007年4月1日、日本女子体育大学（スポーツ科学専攻）入学。在学中の2008年10月25日、国立京都国際会館（京都市左京区岩倉）で行われた“ミスコンの日本代表を決める選考会”で、ミス・ワールド日本代表に選ばれる。41名の候補者の中から、着物や水着、ドレスによる審査の結果決定した。
2008年11月5日、とっとりふるさと大使および鳥取市観光大使拝命。
約1年間、ウオーキングやマナー、語学を学んだ後に2009年12月12日、ヨハネスブルクで開催された第59回ミス・ワールド世界大会に出場。トップ16に残る。ミス・ワールドに出場を決めた動機は、ドイツ系アメリカ人の祖父を捜すため。祖父はターミーを置いて行方不明・音信不通となる。世界的に注目されるミス・ワールドに出場すれば祖父も気づくかもしれないと目論んだが、現在でも祖父の手掛かりは得られていない。2012年2月13日の『月曜プレミア!』の放送によると、彼女とターミーは祖父を探すためアメリカに飛んでいる。

## 私生活
- 大学卒業後、モデル活動のため1年間パリで暮らす。共通の知人を介して知り合ったルーマニア人男性と交際。2012年にシャンゼリゼ通りでプロポーズし、結婚後、バンクーバーに暮らす。1人の娘をもうける[10]。
- 特技はスキューバダイビング、ヨガ、ダンス[11]。